# Mala Subotica
Mala Subotica (maďarsky Kisszabadka) je obec (općina) v Mezimuřské župě ve východním Chorvatsku. V roce 2011 zde žilo celkem 1986 obyvatel.
Obec se rozkládá v rovinaté krajině širokého údolí řeky Drávy, východně od města Čakovec, v bezprostřední blízkosti železniční trati Čakovec–Kotoriba.
Obec má katolický kostel, který je zasvěcený Panně Marii.
Pod samotnou Malou Subotici spadá ještě dalších okolních 6 vesnic (Držimurec, Palovec, Piškorovec, Strelec a Sveti Križ).